# Свет (газета)
«Свет» — ежедневная политическая, экономическая и литературная газета правого направления, выходившая в Санкт-Петербурге с 1882 по 1917 годы.

## История
Газета была основана 1 января 1882 В. В. Комаровым, печатала материалы на политические, экономические и литературные темы.
Издателем выступало "Товарищество газеты «Свет». Тираж «Света» достигал нескольких десятков тысяч экземпляров.
Редакторы: И. П. Азукюль, П. А. Монтеверде, Н. Э. Гейнце, В. В. Комаров, Н. Д. Облеухов, И. А. Баженов.